# Judita Cofman
Judita Cofman (serbisch-kyrillisch Јудита Цофман; * 4. Juni 1936 in Vršac, Serbien; † 19. Dezember 2001 in Debrecen, Ungarn) war eine serbisch-deutsche Mathematikerin und Hochschullehrerin. Sie war die erste Mathematikerin, die an der Universität Novi Sad promovierte. Cofman war bekannt für ihre Forschung in endlicher Geometrie und durch ihre Bücher für junge Mathematiker.

## Leben und Werk
Cofman wurde im damaligen Jugoslawien und heutigen Serbien als Tochter eines deutschstämmigen, aber ungarischsprachigen Vaters und einer ungarischen Mutter geboren. Die 1859 gegründete Familienbrauerei Zoffmann wurde im Zweiten Weltkrieg während der deutschen Besetzung geschlossen und 1946 von der kommunistischen Regierung Jugoslawiens verstaatlicht. Sie wuchs in Vršac auf und lernte Ungarisch, Serbisch, Deutsch, Russisch, Englisch und später Französisch und Italienisch. Von 1954 bis 1958 studierte sie Mathematik an der Philosophischen Fakultät in Novi Sad. Anschließend unterrichtete sie als Mathematiklehrerin in Zrenjanin. 1960 kehrte sie als Assistentin der Mathematikerin Mileva Prvanović  nach Novi Sad an die neu gegründete Universität zurück. 1961 arbeitet sie in Rom mit Lucio Lombardo-Radice zusammen. 1963 promovierte sie bei Mileva Prvanović als erste Mathematikerin an der Universität Novi Sad. Nach ihrer Promotion forschte sie als Humboldt-Stipendiatin an der Goethe-Universität Frankfurt. 1965 wurde sie Dozentin am Imperial College London und war Gastprofessorin an der Universität Perugia. 1971 wurde sie an der Universität Tübingen habilitiert und war dort danach als Privatdozentin und Professorin tätig. 1976 ging sie an die Johannes Gutenberg-Universität Mainz, wo Albrecht Beutelspacher bei ihr promovierte. In dieser Phase ihrer Karriere änderte sie ihre Forschungsinteressen von endlichen Geometrien zu mathematischem Unterricht. Von 1978 bis 1993 war sie Mathematiklehrerin an der Putney High School in London und begann in diesen Jahren, Artikel über den mathematischen Unterricht zu veröffentlichen. Sie war Herausgeberin von Hypotenuse, einer mathematischen Fachzeitschrift für Oberstufenschüler und organisierte ein jährliches „International Summer Camp for Young Mathematicians“. 1993 kehrte sie als Professorin für Mathematik und Leiterin der Abteilung für Lehrmethoden der Mathematik an die Universität Erlangen-Nürnberg zurück. 2001 wurde sie als Professorin am Institut für Postgraduiertenstudien für Lehrmethoden der Mathematik an der Fakultät für Naturwissenschaften  Kossuth-Lajos-Universität in Debrecen, Ungarn, ernannt. Sie starb einige Monate nach Aufnahme dieser Tätigkeit.

## Bücher (Auswahl)
- Problems for Young Mathematicians, Pullen, 1981, ISBN 0-907616-06-2
- What to Solve?: Problems and Suggestions for Young Mathematicians, Clarendon Press, 1990
- Numbers and Shapes Revisited: More Problems for Young Mathematicians, Clarendon Press, 1995, ISBN 978-0-19-853460-0
- Einblicke in die Geschichte der Mathematik, 2 Bände, Spektrum, 1999 und 2001, ISBN 978-3-8274-1087-0